# Karen Reyes
Karen Jissel Reyes Hernández (Reston (Virginia), Estados Unidos, 12 de febrero de 1998) es una jugadora profesional salvadoreña quien juega como delantera en el club mexicano Volos F.C de la División A griega y la Selección femenina de fútbol de El Salvador.

## Primeros años de vida
Reyes nació y creció en Reston, Virginia, de padres salvadoreños, Fausto Reyes y Norma Hernández, ambos de Anamorós.

## Carrera en la escuela secundaria y la universidad
Reyes asistió a la South Lakes High School en su ciudad natal y a la Marymount University en el condado de Arlington, Virginia.

## Carrera

### A nivel de clubes
Reyes ha jugado para el Åland United en Finlandia. Su club actual es Necaxa Femenil.

### En el extranjero
Reyes hizo su debut absoluto con El Salvador el 19 de noviembre de 2021.

## Clubes
| Club           | País           | Año           |
| -------------- | -------------- | ------------- |
| Åland United   | Estados Unidos | 2021-2022     |
| Necaxa Femenil | México         | 2023-2024     |
| Ñañas          | Ecuador        | 2025          |
| Volos F.C      | Grecia         | 2025-presente |